# Diamante Nassak
El diamante Nassak (también conocido como diamante Nassac y Eye of the Idol) es un gran diamante Golconda de 43,38 quilates (8,676 g), que se obtuvo en el siglo XV a partir de un diamante más grande (de 89 quilates) en la India. Este diamante fue encontrado en la mina Golconda de Kollur y tallado originalmente en la India. El diamante fue el adorno del templo de Shiva de Trimbakeshwar, cerca de Nashik, en el estado de Maharashtra, India, desde al menos 1500 hasta 1817. La Compañía Británica de las Indias Orientales capturó el diamante durante la tercera guerra anglo-maratha y lo vendió a los joyeros británicos Rundell and Bridge en 1818. Rundell y Bridge recortaron el diamante en 1818, tras lo cual pasó a formar parte de la empuñadura de la espada de gala del primer marqués de Westminster.
El diamante Nassak se importó a Estados Unidos en 1927 y en 1930 ya se consideraba uno de los 24 grandes diamantes del mundo. En 1940, el joyero estadounidense Harry Winston adquirió el diamante Nassak en París (Francia) y lo recortó para darle su actual forma impecable de 43,38 quilates (8,676 g) con talla esmeralda. En 1942, Winston vendió el diamante a una joyería neoyorquina. La Sra. William B. Leeds de Nueva York recibió la gema en 1944 como regalo de su sexto aniversario y la lució en un anillo. El diamante Nassak se vendió por última vez en una subasta en Nueva York en 1970 a Edward J. Hand, un ejecutivo de 48 años de una empresa de transportes de Greenwich, Connecticut. En la actualidad, el diamante se conserva en un museo privado del Líbano, aunque se ha pedido su devolución y restauración al templo indio.

## Historia

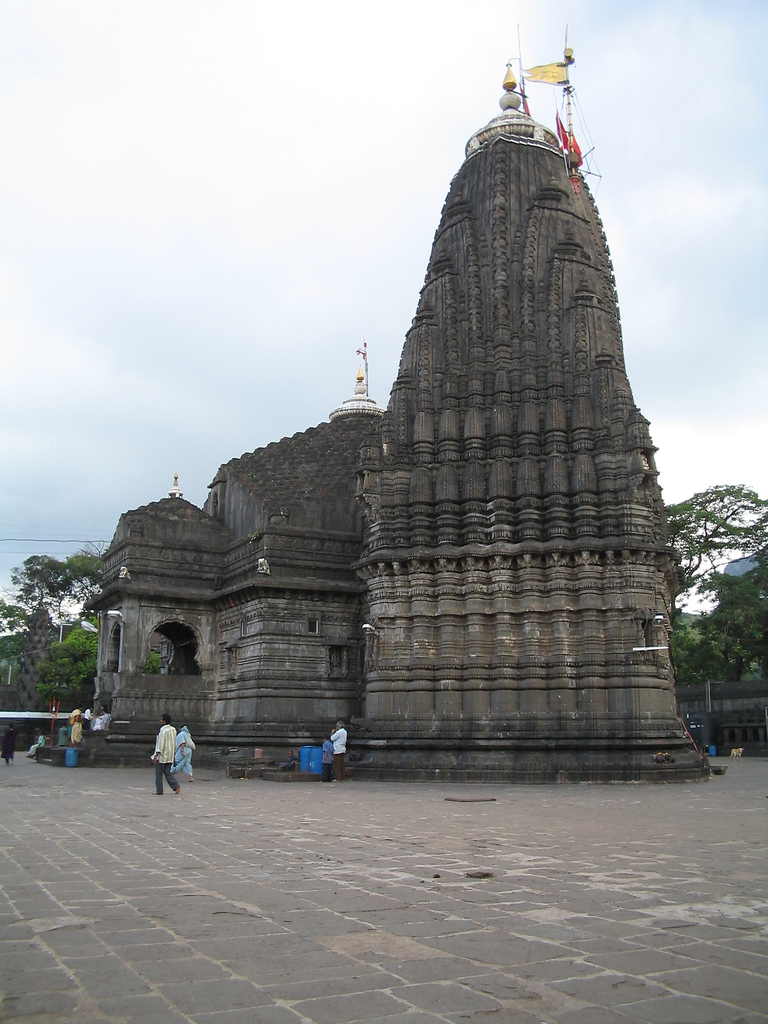
Templo de Shiva de Trimbakeshwar en Nashik, India.

El diamante Nassak se originó en el siglo XV en la India. Aunque se desconoce la fecha de la talla original, ésta se realizó en la India y se había sacrificado todo para dar una forma y un aspecto similares a los del diamante Koh-i-Noor. Según las leyendas locales, este diamante fue donado al templo templo de Shiva de Trimbakeshwar de Nashik por una familia aristocrática maratha. Se creía que era un ojo divino del dios Shiva y fue adornado en el Shivalinga alrededor del año 15 d. C. 
Desde 1680 d. C. Durante las guerras mughal-maratha el templo fue atacado varias veces pero los marathas salvaron de vez en cuando el Shivalinga. Más tarde se convirtió en uno de los templos importantes del Imperio maratha. Como los sacerdotes adoraban a Shiva, el diamante acabó adquiriendo su nombre por su proximidad a Nashik.
En 1817, la Compañía Británica de las Indias Orientales y el Imperio maratha de la India iniciaron la tercera guerra anglo-maratha. Durante la guerra maratha, el diamante Nassak desapareció del templo de Shiva. La guerra terminó en 1818 y la Compañía Británica de las Indias Orientales quedó decisivamente en control de la mayor parte de la India.
Según las afirmaciones de los británicos, Bajirao II, último príncipe indio independiente peshwa, entregó el diamante a un coronel inglés llamado J. Briggs. A su vez, Briggs entregó el diamante a Francis Rawdon-Hastings, primer marqués de Hastings, que había dirigido las operaciones militares contra los peshwa. Posteriormente, Rawdon-Hastings entregó el diamante a la Compañía de las Indias Orientales como parte del saqueo de la guerra contra los maratha. La Compañía de las Indias Orientales envió entonces el diamante Nassak a Inglaterra, para ser vendido en el mercado de diamantes de Londres en 1818.

Dibujos vectorizados de un boceto de 1876 del diamante Nassak.

En el mercado de diamantes de Londres, el diamante Nassak se presentó como un diamante de aproximadamente 89 quilates (17,8 g) de gran pureza «pero de mala forma», con una forma algo parecida a la de una pera. El diamante se caracterizó además como una «masa rudamente facetada y sin brillo». Las ilustraciones del libro de Herbert Tillander «Diamond Cuts in Historic Jewelry - 1381 to 1910» lo muestran como una talla moghal semitriangular con una meseta superior, de aspecto similar al diamante Taj-E-Mah de 115 quilates que reside en las Joyas de la Corona Iraní. A pesar de su aspecto, el diamante se vendió por unas 3.000 libras (equivalentes hoy a 277.000 libras esterlinas) a Rundell and Bridge, una joyería británica con sede en Londres.
Rundell and Bridge conservó el diamante durante los 13 años siguientes. Durante ese tiempo, la firma de joyería dio instrucciones a su tallador de diamantes «se mantuviera lo más fiel posible a los rastros del tallador hindú, 'corrigiendo sus defectos y adaptando el diseño a las exigencias del material”». La talla realizada por Rundell y Bridge de 89,75 quilates (17.950 mg) a 78,625 quilates (15.725,0 mg) supuso una pérdida no superior al 10% del peso original del diamante.
En 1831, Rundell and Bridge vendieron el diamante a los Emanuel Brothers por unas 7.200 libras (hoy unas 826.000 libras esterlinas). Seis años más tarde, en 1837, los hermanos Emanuel vendieron el diamante Nassak en una venta pública a Robert Grosvenor, primer marqués de Westminster. En cierto momento, el marqués montó el diamante en la empuñadura de su espada de gala. En 1886, el diamante se valoró entre 30.000 y 40.000 libras (hoy entre 4.128.000 y 5.504.000 libras), debido en parte a su enorme aumento de brillo.

## Mauboussin y la demanda

Dibujos de la vista lateral 13a, de la vista superior 13b y de la vista inferior 13c del diamante Nassak tal y como apareció entre la nueva talla de Rundell and Bridge y la nueva talla de Winston de 1940. Un tribunal estadounidense dictaminó en 1930 que el tallado mostrado no revelaba nada más que «un gran diamante, tallado de forma ordinaria». Estos dibujos proceden del libro de Max Bauer de 1904 «Precious Stones».

En 1922, George Mauboussin se había convertido en el socio nominal de «Mauboussin, Successeur de Noury», una casa de joyería francesa que remontaba sus raíces a su fundación por M. Rocher en 1827. En marzo de 1927, el duque de Westminster recurrió a los importadores estadounidenses Mayers, Osterwald & Muhlfeld para vender el diamante al joyero parisino George Mauboussin, que vivía entonces en Estados Unidos. La importación del diamante a Estados Unidos por parte de Mauboussin estuvo exenta de impuestos, ya que se determinó que el diamante era una antigüedad artística producida más de cien años antes de la fecha de importación. Sin embargo, E. F. Bendler, mayorista y comerciante de diamantes estadounidense y rival de Mauboussin, presentó una protesta que dio lugar a un pleito para determinar si debía imponerse un impuesto a la entrada del diamante en Estados Unidos. En noviembre de 1927, Mauboussin consideró la posibilidad de vender el diamante a amigos del general Primo de Rivera, que planeaban regalárselo al dictador con motivo de su próxima investidura como mariscal de España. Esta venta nunca se materializó y el pleito continuó. El diamante estuvo a punto de perderse en un robo ocurrido en enero de 1929, cuando cuatro pistoleros asaltaron la joyería de Park Avenue donde se guardaba el diamante Nassak. Sin embargo, los ladrones no encontraron el diamante porque estaba guardado en un sobre sucio.
Tras el primer intento de robo, la joyería Mauboussin abrió una sucursal en Nueva York el 1 de octubre de 1929, pero a finales de octubre se produjo el crac de Wall Street de 1929. A ello se añade que la misma banda internacional de ladrones volvió a intentar robar el diamante Nassak en mayo de 1930, pero una vez más no lo encontraron.
Antes de que se resolviera el pleito, el diamante asegurado se valoraba entre 400.000 y 500.000 dólares (teniendo en cuenta la inflación, ahora serían entre 7,3 y 9,12 millones de dólares). En el momento en que el pleito estaba pendiente, los diamantes importados que se tallaban y eran aptos para su uso en la fabricación de joyas, sin ser realmente engastados como joyas, estaban sujetos a un impuesto ad valorem del 20% de su valor. Sin embargo, las antigüedades artísticas producidas más de cien años antes de la fecha de importación podían importarse a Estados Unidos libres de impuestos; es decir, sin tener que pagar un impuesto del 20%. La decisión final del pleito se dio a conocer el 4 de junio de 1930. En ella, el tribunal determinó que el diamante Nassak no engastado de 78,625 quilates (15.725,0 mg) no era una antigüedad artística y era apto para la fabricación de joyas. En concreto, el tribunal afirmó que el diamante Nassak de 1930 no era más que «un diamante grande, tallado de forma ordinaria», por lo que el importador debía pagar un impuesto ad valorem del 20% del valor del diamante en virtud de la US Tariff Act de 1922.

## Influencia de Harry Winston
En 1930, el diamante Nassak tenía una forma triangular algo alargada con esquinas redondeadas. La profundidad de un lado del triángulo era más gruesa que la del otro. El diamante era «sin defecto, inusualmente brillante, y tallado de tal forma que mostraba bien su brillo claro y cristalino». Durante su exhibición en la Feria Mundial de 1933 en Chicago, Illinois, la «Guía oficial de la feria, 1933» describió el diamante como una piedra blanca azulada sin defectos con la reputación de ser «el diamante más fino fuera de las colecciones de joyas de la corona».
En 1940, el joyero estadounidense Harry Winston adquirió el diamante Nassak en París (Francia) y lo talló en su forma actual de talla esmeralda de 43,38 quilates (8,676 g) Winston vendió el diamante a una empresa joyera de Nueva York en 1942. En 1944, el comandante William Bateman Leeds Jr., hijo millonario del inventor de un proceso de estañado y amigo de George Mauboussin, compró el diamante para su esposa, Reflexion Olive Leeds (nacida Olive Hamilton), y se lo regaló en un anillo como regalo de sexto aniversario.

## Actualidad
A principios de 1964, el gemólogo G. Robert (Bob) Crowningshield evaluó el diamante Nassak en el laboratorio de gemas del Instituto Gemológico de América para elaborar un Informe de Graduación de Diamantes. Ese mismo año, el diamante Nassak pasó a manos de J. & S.S. DeYoung, una joyería centenaria de Nueva York. El informe de graduación de diamantes del Instituto Gemológico de América que acompañaba al diamante indicaba que no presentaba defectos internos, es decir, era internamente perfecto.
A principios de abril de 1970, el diamante fue calificado como una de las treinta grandes piedras del mundo y se expuso en las Galerías Parke-Bernet de Nueva York. El 16 de abril de 1970, el diamante se vendió en una subasta por 500.000 dólares (teniendo en cuenta la inflación, ahora serían 3,92 millones de dólares) a Edward J. Hand, un ejecutivo de una empresa de transportes de 48 años de Greenwich, Connecticut. Este fue el segundo precio de subasta más alto jamás alcanzado por un diamante en ese momento, el primero fue de alrededor de 1,1 millones de dólares por el diamante Taylor-Burton varios años antes. Seis años más tarde, el diamante fue colocado en exhibición en noviembre de 1976 en un acto benéfico como un medio para atraer a los donantes a ese beneficio.

## Otros datos
En diciembre de 1982, British Midland Airways compró un avión McDonnell Douglas DC-9 a KLM; dos meses después, el avión estaba en el Reino Unido con el nombre de «El diamante Nassak».